# داگلاس دی‌سی-۲
داگلاس دی‌سی-۲ (به انگلیسی: Douglas DC-2) یک هواپیمای ساختِ کارخانهٔ شرکت هواپیماسازی داگلاس در کشور ایالات متحده آمریکا است که در سال ۱۹۳۴–۱۹۳۹ ساخته شد. نخستین استفاده‌کنندهٔ این هواپیما ایالات متحده آمریکا بوده‌است. این هواپیما برای نخستین بار در ۱۱ مه ۱۹۳۴ میلادی مورد استفاده قرار گرفت.